# Astragalus tanaiticus
Astragalus tanaiticus är en ärtväxtart som beskrevs av Karl Heinrich Koch. Astragalus tanaiticus ingår i släktet vedlar, och familjen ärtväxter. Inga underarter finns listade i Catalogue of Life.